# 山岡清二
山岡 清二（やまおか　せいじ、1936年8月 - ）は、日本のジャーナリスト、国際問題評論家、翻訳家、通訳、ラジオ時事解説者、コンサルタント、国際政治学者。東洋英和女学院大学名誉教授。

## 来歴
大阪府生まれ。1962年国際基督教大学卒業。
共同通信記者、米国務省通訳官、ワシントン・ポスト記者（東京支局）を経てフリーとなり、評論、翻訳、通訳、ラジオ時事解説、コンサルティングのほかに、衆議院国際会議課顧問、文部省教科書審議会委員（外国語部会長）、『ニューズウィーク日本版』編集顧問など。
1988年東洋英和女学院短期大学国際教養科教授、2001年東洋英和女学院大学・国際社会学部教授。2007年定年退任、名誉教授。

## 著書
- 『霧の中のCIA』（政治広報センター） 1977.4
- 『Alternative English 山岡清二の軍縮英語教室 英語を勉強しながら激動する国際情勢を読む』（にんげん社） 1989.1

## 翻訳
- 『ケネディの遺産 未来を拓くために』（シオドア・C・ソレンセン、サイマル出版会、サイマル・ドキュメント)  1970
- 『代議士の誕生 日本保守党の選挙運動』（ジェラルド・カーチス、サイマル出版会、日本双書)  1971

※のち改題『代議士の誕生』（大野一による改訂改訳、日経BPクラシックス） 2009
- 『仮面のアメリカ人 日系二世の米国観と日本観』（ダニエル・I・沖本、サイマル出版会） 1971、のち改題『日系二世に生まれて』
- 『名を奪われて ある朝鮮人作家の回想』（リチャード・E・キム、サイマル出版会） 1972、のち改題『名を喪って』
- 『アメリカ強制収容所 屈辱に耐えた日系人』（ミチコ・ウェグリン、政治広報センター） 1973
- 『アメリカ外交と官僚 政策形成をめぐる抗争』（モートン・H・ハルペリン、サイマル出版会） 1978
- 『栄光の男たち コルビー元CIA長官回顧録』（ウィリアム・E・コルビー、大前正臣共訳、政治広報センター） 1980.2
- 『アメリカ議会と法案審議のしくみ』（アメリカ下院編、経済広報センター） 1981.3
- 『エスタブリッシュメント アメリカを動かすエリート群像』（レナード＆マーク・シルク、TBSブリタニカ） 1981.5
- 『アメリカ経済は何故こうなったか』（デビッド・P・カレオ、日本放送出版協会） 1983.8
- 『「日本型政治」の本質 自民党支配の民主主義』（ジェラルド・カーティス、TBSブリタニカ） 1987.10

## 参考
- 著書に記された略歴、J-Global